# Nederlandse kampioenschappen indooratletiek 2011
De Nederlandse kampioenschappen indooratletiek 2011 werden op zaterdag 12 en zondag 13 februari 2011 georganiseerd. Plaats van handeling was het sportcentrum Omnisport Apeldoorn.

## Uitslagen

### 60 m
| rang   | atleet              | prestatie |
| ------ | ------------------- | --------- |
| Goud   | Brian Mariano       | 6,70 s    |
| Zilver | Patrick van Luijk   | 6,78 s    |
| Brons  | Giovanni Codrington | 6,78 s    |

| rang   | atlete            | prestatie |
| ------ | ----------------- | --------- |
| Goud   | Dafne Schippers   | 7,28 s    |
| Zilver | Jamile Samuel     | 7,40 s    |
| Brons  | Loreanne Kuhurima | 7,55 s    |

### 400 m
| rang   | atleet               | prestatie |
| ------ | -------------------- | --------- |
| Goud   | Youssef el Rhalfioui | 47,39 s   |
| Zilver | Bjorn Blauwhof       | 47,50 s   |
| Brons  | Joeri Moerman        | 47,59 s   |

| rang   | atlete             | prestatie |
| ------ | ------------------ | --------- |
| Goud   | Nicky van Leuveren | 54,23 s   |
| Zilver | Marit Dopheide     | 54,64 s   |
| Brons  | Madiea Ghafoor     | 55,14 s   |

### 800 m
| rang   | atleet                | prestatie |
| ------ | --------------------- | --------- |
| Goud   | Maarten van Baardwijk | 1.52,19   |
| Zilver | Wilfred van Holst     | 1.52,77   |
| Brons  | Nils Pennekamp        | 1.53,07   |

| rang   | atlete          | prestatie |
| ------ | --------------- | --------- |
| Goud   | Sanne Verstegen | 2.06,95   |
| Zilver | Marlies Manders | 2.07,17   |
| Brons  | Juanee Cilliers | 2.09,07   |

### 1500 m
| rang   | atleet            | prestatie |
| ------ | ----------------- | --------- |
| Goud   | Ate van der Burgt | 3.46,43   |
| Zilver | Wouter de Boer    | 3.47,52   |
| Brons  | Rene Stokvis      | 3.49,04   |

| rang   | atlete               | prestatie |
| ------ | -------------------- | --------- |
| Goud   | Yvonne Hak           | 4.21,83   |
| Zilver | Anne van den Hurk    | 4.24,80   |
| Brons  | Karin Nieuwenhuijsen | 4.31,38   |

### 3000 m
| rang   | atleet       | prestatie |
| ------ | ------------ | --------- |
| Goud   | Guus Janssen | 8.23,22   |
| Zilver | Roy Hoornweg | 8.23,24   |
| Brons  | Niels Verwer | 8.32,83   |

| rang   | atlete           | prestatie |
| ------ | ---------------- | --------- |
| Goud   | Lotte Jacobs     | 9.24,33   |
| Zilver | Lesley van Miert | 9.34,01   |
| Brons  | Helen Hofstede   | 9.53,25   |

### 60 m horden
| rang   | atleet            | prestatie |
| ------ | ----------------- | --------- |
| Goud   | Mike van Kruchten | 7,86 s    |
| Zilver | Erik Leeflang     | 7,91 s    |
| Brons  | Reinier Bouma     | 8,10 s    |

| rang   | atlete             | prestatie |
| ------ | ------------------ | --------- |
| Goud   | Femke van der Meij | 8,36 s    |
| Zilver | Sharona Bakker     | 8,41 s    |
| Brons  | Rosina Hodde       | 8,41 s    |

### verspringen
| rang   | atleet             | prestatie |
| ------ | ------------------ | --------- |
| Goud   | Ingmar Vos         | 7,47 m    |
| Zilver | Joost van Bennekom | 7,46 m    |
| Brons  | Fabian Florant     | 7,44 m    |

| rang   | atlete           | prestatie |
| ------ | ---------------- | --------- |
| Goud   | Dafne Schippers  | 6,20 m    |
| Zilver | Femke Klop       | 6,01 m    |
| Brons  | Annelies Fortuin | 5,90 m    |

### hink-stap-springen
| rang   | atleet         | prestatie |
| ------ | -------------- | --------- |
| Goud   | Fabian Florant | 15,90 m   |
| Zilver | Sander Hage    | 14,93 m   |
| Brons  | Remko Aubert   | 14,62 m   |

| rang   | atlete           | prestatie |
| ------ | ---------------- | --------- |
| Goud   | Meruska Eduarda  | 11,96 m   |
| Zilver | Angela de Winter | 11,84 m   |
| Brons  | Wendy Visser     | 11,65 m   |

### hoogspringen
| rang   | atleet           | prestatie |
| ------ | ---------------- | --------- |
| Goud   | Douwe Amels      | 2,13 m    |
| Zilver | Jan Peter Larsen | 2,10 m    |
| Brons  | Adriaan Saman    | 2,00 m    |

| rang   | atlete             | prestatie |
| ------ | ------------------ | --------- |
| Goud   | Nadine Broersen    | 1,81 m    |
| Zilver | Remona Fransen     | 1,78 m    |
| Brons  | Nikki May Woudstra | 1,75 m    |

### polsstokhoogspringen
| rang   | atleet             | prestatie |
| ------ | ------------------ | --------- |
| Goud   | Robbert-Jan Jansen | 5,52 m    |
| Zilver | Eelco Sintnicolaas | 5,52 m    |
| Brons  | Wout van Wengerden | 5,22 m    |

| rang   | atlete           | prestatie |
| ------ | ---------------- | --------- |
| Goud   | Rianna Galiart   | 4,11 m    |
| Zilver | Leonie Schilder  | 4,11 m    |
| Zilver | Jose Schoenmaker | 3,51 m    |

### kogelstoten
| rang   | atleet              | prestatie |
| ------ | ------------------- | --------- |
| Goud   | Rutger Smith        | 19,84 m   |
| Zilver | Patrick Cronie      | 17,77 m   |
| Brons  | Erik van Vreumingen | 17,69 m   |

| rang   | atlete            | prestatie |
| ------ | ----------------- | --------- |
| Goud   | Melissa Boekelman | 17,17 m   |
| Zilver | Denise Kemkers    | 16,68 m   |
| Brons  | Monique Jansen    | 15,20 m   |